# Prvi stotnik (Italija)
Prvi stotnik (izvirno italijansko primo capitano; okrajšava: Pr.Cap.) je častniški čin v uporabi pri Italijanski kopenski vojski, Italijanskem vojnem letalstvu, Korpusu karabinjerov in Finančni straži. V činovni hierarhiji Italijanske vojne mornarice mu ustreza čin prvega poročnika plovila. V sklopu Natovega STANAG 2116 spada v razred OF-3.
Nadrejen je činu stotnika in podrejen činu majorja.

## Oznaka čina
Prvotna oznaka čina je bila nameščena na spodnjem delu rokava (v sklopu s pomorsko tradicijo izkazovanja čina), nato pa so leta 1946 sistem oznak čina prilagodili Natovim standardom. Danes tako se uporabljata v kopenski vojski, vojnem letalstvu, karabinjerih in finančni straži dve različni oznaki čina:
- činovna vrvica na pokrivalu: enorebrna zlata vrvica s tremi prečnimi črtami;
- naramenska (epoletna) oznaka: tri petkrake zvezde s črto na dnu.

Italijansko vojno letalstvo uporablja drugačno oznako čina in sicer: tri zlate črte s štirikotno pentljo na vrhu in majhnim pravokotnim vezom spodaj.
Galerija
- Činovna vrvica na pokrivalu
- Naramenska (epoletna) oznaka za službeno uniformo (kopenska vojska)
- Naramenska (epoletna) oznaka za službeno uniformo (vojno letalstvo)
- Naramenska (epoletna) oznaka za službeno uniformo (karabinjeri)
- Naramenska (epoletna) oznaka za službeno uniformo (finančna straža)